# Кисельов Сергій Іванович
Сергі́й Іва́нович Кисельо́в, до 26 січня 1944 року — Сергій Вікторович Адольф (нар. 27 грудня 1919 — 4 лютого 1945) — радянський військовий льотчик часів Другої світової війни, капітан. Герой Радянського Союзу (1944).

## Біографія
Народився 27 грудня 1919 року в місті Севастополі в родині військового. Росіянин. Закінчив 9 класів і Київський аероклуб.
До лав РСЧА призваний у 1937 році. У 1940 році закінчив 8-у Одеську військову авіаційну школу льотчиків імені П. Д. Осипенко.
Учасник німецько-радянської війни з червня 1941 року. Воював на Південно-Західному фронті, окремій 51-й армії, Закавказькому, Кавказькому, Кримському, Західному, 4-у Українському, 3-у і 1-у Білоруських фронтах. Тричі був поранений, з них двічі — важко.
Початок війни зустрів на посаді старшого пілота 17-го винищувального авіаційного полку 14-ї змішаної авіаційної дивізії. Літав на винищувачах І-153 та ЛаГГ-3. З вересня 1941 року — заступник командира ескадрильї 253-го, а згодом — 247-го винищувальних авіаційних полків. Перший ворожий літак збив у серпні 1941 року поблизу Чернігова. Згодом брав у часть у боях під час оборони Криму.
У квітні 1942 року направлений на навчання до Військово-повітряної академії імені Жуковського, що перебувала у Свердловську (нині Єкатеринбург), де провчився до грудня 1942 року.
У січні 1943 року капітан С. В. Адольф призначений на посаду командира ескадрильї 162-го винищувального авіаційного полку. Літав на винищувачах Як-1 та Як-7.
З кінця 1943 по березень 1944 року воював у складі 272-го винищувального авіаційного полку 309-ї винищувальної авіаційної дивізії, на озброєнні якого перебували винищувачі Ла-5.
26 січня 1944 року у відділі ЗАГС місті Москви змінив прізвище і по-батькові.
У зв'язку з переформуванням 272-го вап у перегоночний, у березня 1944 року капітан С. І. Кисельов був переведений до Управління 278-ї винищувальної авіаційної дивізії 3-го винищувального авіаційного корпусу. Брав участь у визволенні Криму й рідного Севастополя.
Протягом листопада-грудня 1944 року перебував у 274-у винищквальному авіаційному полку, а з грудня 1944 року — інструктор з техніки пілотування 3-го винищувального авіаційного корпусу.
Всього за час бойових дій здійснив близько 250 бойових вильотів, у повітряних боях збив особисто 19 та в складі групи 2 літаки супротивника.
Загинув 4 лютого 1945 року на аеродромі поблизу міста Реппен (нині — Жепін, Польща) під час нальоту ворожої авіації. Похований у місті Нойштадт (Польща), згодом перепохований на цвинтарі одного з районів Варшави — Прага, станція Брудно.

## Нагороди
Указом Президії Верховної Ради СРСР від 4 лютого 1944 року за
мужність і відвагу, виявлені у боях з німецько-фашистськими загарбниками, капітану Кисельову Сергію Івановичу присвоєне звання Героя Радянського Союзу з врученням ордена Леніна і медалі «Золота Зірка» (№ 3194).
Також був нагороджений двома орденами Червоного Прапора (21.02.1942, 21.07.1943) і орденом Вітчизняної війни 1-го ступеня (27.08.1943).

## Родина
Батько С. І. Кисельова — Віктор Едуардович Адольф (1894–1936), учасник Першої світової і Громадянської війни в Росії, згодом став льотчиком-випробувачем Київського авіаційного заводу № 43. Загинув під час виконання показового польоту на літаку І-4.